# Alyssum dagestanicum
Alyssum dagestanicum е вид растение от семейство Кръстоцветни (Brassicaceae). Видът е незастрашен от изчезване.

## Разпространение
Разпространен е в Руска федерация.